# Bernard Gotfryd
Bernard Gotfryd (ur. 1924 w Radomiu, zm. 3 czerwca 2016 w Nowym Jorku, w USA) – amerykański pisarz i fotograf żydowskiego pochodzenia, pochodzący z Polski.

## Życiorys
Urodził się i wychował w Radomiu, gdzie ukończył również szkołę podstawową. W okresie II wojny światowej podjął naukę w zakładzie fotograficznym, jednocześnie współpracując z polskim ruchem oporu. Był więźniem radomskiego getta, a następnie niemieckich, nazistowskich obozów koncentracyjnych w tym obozu na Majdanku oraz KL Mauthausen-Gusen.
Po wojnie mieszkał w Radomiu i Szczecinie, a następnie emigrował do USA. Jako fotoreporter pracował dla „Newsweeka”. W 1983 odwiedził Polskę jako fotograf „Newsweeka” dokumentując pielgrzymkę Jana Pawła II do Polski.
Dwukrotnie w latach 1983 i 2006 odwiedzał rodzinny Radom. Przekazał również 60 swoich zdjęć dla Muzeum Sztuki Współczesnej w Radomiu. Był autorem książek wspomnieniowych poświęconych przedwojennemu Radomiowi oraz holocaustowi, laureatem Nagrody Literackiej Miasta Radomia z 2009 roku w kategorii Literatura piękna.

## Publikacje
- Antoni gołębiarz i inne opowiadania o Holokauście, Wydawnictwo Dolnośląskie, Wrocław, 2005 ISBN 83-7384-406-6
- Widuję ich w snach. Nowe opowiadania, Miejska Biblioteka Publiczna im. Józefa A. i Andrzeja S. Załuskich, Radom 2008 ISBN 978-83-915853-8-2